# Пышка (фильм)
«Пы́шка» — немой художественный фильм, выпущенный в 1934 году Москинокомбинатом (премьера состоялась 15 сентября 1934). Режиссёром и сценаристом картины выступил Михаил Ромм. Она явилась первым самостоятельным режиссёрским опытом Ромма. Фильм снят на чёрно-белую плёнку; озвучен музыкой и дикторским текстом в 1955 году.

## Аннотация
Экранизация одноимённой повести Ги де Мопассана.
Действие происходит в XIX веке. Группа французских буржуа выезжает в дилижансе из оккупированного прусскими войсками Руана. Вместе с ними едет и одна привлекательная дама полусвета.

## История
Как вспоминал позднее Ромм:

В апреле 1933 года меня вызвал директор и сказал, что если я возьмусь написать за две недели сценарий немой картины, в которой было бы не свыше десяти дешёвых актёров, не больше пяти простых декораций, ни одной массовки и со сметой, не превышающей 150 тысяч, то мне дадут самостоятельную постановку.

В этих условиях, плюс несколько консерваций, плюс ночные смены на строящемся «Мосфильме», отсутствие полов и сильный холод в павильоне, три потерянные коробки с отснятым материалом, Ромм снял свою «Пышку».
Из «Пышки» Мопассана Ромм взял лишь вторую часть.

## В ролях
- Галина Сергеева — Элизабет Руссэ
- Андрей Файт — прусский офицер
- Анатолий Горюнов — господин Луазо
- Фаина Раневская — госпожа Луазо
- Пётр Репнин — господин Карре-Ламадон
- Татьяна Окуневская — госпожа Карре-Ламадон
- Михаил Мухин — граф де Бревиль
- Евгения Мезенцева — графиня де Бревиль
- Софья Левитина — пожилая монахиня
- Нина Сухотская — молодая монахиня
- Владимир Лавринович — Корнюдье, демократ
- Карл Гурняк — немецкий солдат
- Валентина Кузнецова — горничная
- Владимир Осенев — немецкий солдат (нет в титрах)
- Всеволод Якут — закадровый текст

## Съёмочная группа
- Автор сценария и режиссер — Михаил Ромм
- Художники-постановщики — Иосиф Шпинель, Пётр Бейтнер
- Оператор — Борис Волчек
- Композитор — Михаил Чулаки
- Звукооператор — Евгения Индлина

## Критика
Вскоре после выхода на экран киновед Николай Иезуитов писал о фильме: «Рассказ Гюи де-Мопассана был переложен в кинематографические образы с большим вкусом и сочностью».